# Galesburg (Michigan)
Galesburg város az USA Michigan államában, Kalamazoo megyében. Lakosainak száma 2049 fő (2020. április 1.).

## Népesség
A település népességének változása:
| Lakosok száma | 140  | 2009 | 2049 |
|               | 1870 | 2010 | 2020 |